# Anianus von Celeda
Anianus oder Annianus von Celeda (lateinisch Anianus Celedensis) (5. Jahrhundert) war ein Diakon in einer Kirchengemeinde namens Celeda.
Celeda konnte bislang nicht verortet werden konnte, eine antike Stadt des Namens ist unbekannt, die Vorschläge für eine Lokalisierung reichen von Pannonien bis Syrien. Anianus ist als Unterstützer von Pelagius überliefert. Hieronymus erwähnt einen gegen ihn gerichteten verlorenen Traktat von Anianus, in dem er die ursprüngliche Lehre des Pelagius vertrat. Augustinus von Hippo hatte ihn brieflich zur Stellungnahme aufgefordert. Offensichtlich hat diese Auseinandersetzung wesentlich mit zur Verurteilung des Pelagianismus 417/418 geführt, während Pelagius und Anianus auf der Synode von Diospolis die Vorwürfe wohl noch erfolgreich abgestritten hätten, so Hieronymus in seinem letzten Brief an Augustinus von Hippo.
Anianus übersetzte zwischen 415 und 420 zwei Predigtsammlungen von Johannes Chrysostomos ins Lateinische, bestehend aus den ersten 25 von 90 Predigten über das Matthäusevangelium sowie sieben Lobreden auf den Apostel Paulus. Sowohl Augustinus von Hippo als auch Papst Leo I., Cassiodorus und Beda Venerabilis kannten diese Übersetzung.
Zwei in Briefform gehaltene Widmungen sind als Vorwort den beiden Predigtsammlungen vorangestellt. Die Sammlung der Lobreden an Paulus ist einem nicht zu bestimmenden Presbyter Evangelius gewidmet. Die Sammlung der Predigten über das Matthäusevangelium wendet sich an den italienischen Bischof Orontius, der sich mit anderen 418 geweigert hatte, die in der epistola tractoria ausgesprochene Verurteilung des Pelagianismus durch Papst Zosimus zu unterzeichnen. Die Vorreden sprechen die Empfänger als Auftraggeber der Übersetzungen an und weisen Latein als Muttersprache des Anianus aus.
Mitunter wird das Opus imperfectum in Matthaeum des Pseudo-Chrysostomos Anianus zugeschrieben.